# Фіґоль Степан
Степан Фіґоль (7 січня 1897, с. Звиняч, Австро-Угорщина — 19 листопада 1969, Канада) — український релігійний, військовий та громадський діяч.

## Життєпис
Степан Фіґоль народився 7 січня 1897 року у селі Звинячі, нині Білобожницької громади Чортківського району Тернопільської области України.
Закінчив гімназії в містах Тернопіль і Станислав (нині Івано-Франківськ). Воював в УГА (підстаршина), учасник Чортківської офензиви.
Після закінчення богословських студій рукопокладений у сан священника УГКЦ (1928). Від 1947 — в Канаді, де працював у Торонтській єпархії, в останні роки життя — у церкві св. Юрія в м. Ошава провінції Онтаріо.
Автор теологічних праць.